# Do for Love
«Do for Love» — второй сингл с первого посмертного альбома «R U Still Down? (Remember Me)», записанного ещё в 1994 году, под названием «Sucka 4 Luv». Семпл трека взят с «What You Won't Do for Love?» американского певца Бобби Колдвелла. Гостем на треке является Eric Williams, участник группы «BLACKstreet». Видео на трек было снято в стиле мультфильма, в котором присутствует сам Тупак.
В 1996 году у Тупака была идея записать и выпустить этот трек совместно с Kool G Rap, легендарным рэпером из Нью-Йорка.

## Дорожки
- Макси 12" и CD

1. «Do for Love» — 4:42
2. «Brenda's Got a Baby» — 3:55

- 12" и CD

1. «Do for Love» (album version) — 4:42
2. «Do for Love» (The Soul Society remix) — 3:59
3. «Do for Love» (Pic-a-Dil-Yo! mix) — 4:38
4. «Brenda's Got a Baby» (album version) — 3:55

- Промо 12"

1. «Do for Love» — 4:42
2. «Do for Love» (instrumental) — 4:42

## Чарты и сертификация

### Недельные чарты
| Чарты (1998)                          | Максимальная позиция |
| ------------------------------------- | -------------------- |
| Нидерланды (Dutch Top 40)             | 17                   |
| Нидерланды (Single Top 100)           | 18                   |
| Новая Зеландия (Recorded Music NZ)    | 18                   |
| Швеция (Sverigetopplistan)            | 33                   |
| Великобритания (OCC UK Singles)       | 12                   |
| Великобритания (OCC UK Hip Hop/R&B)   | 4                    |
| США (Billboard Hot 100)               | 21                   |
| США (Billboard Hot R&B/Hip-Hop Songs) | 10                   |
| US Billboard Hot Rap Singles          | 2                    |

### Годовые чарты
| Чарты (1998)           | Позиция |
| ---------------------- | ------- |
| U.S. Billboard Hot 100 | 89      |

### Сертификация
| Регион     | Сертификация | Продажи |
| ---------- | ------------ | ------- |
| США (RIAA) | Золотой      | 500,000 |